# Pouteria lucuma
El lúcumo (Pouteria lucuma) es una de las especies más extendida y comercialmente más valiosa de la familia Sapotaceae. Es un árbol originario y nativo de los valles andinos de Bolivia, Chile, Ecuador y Perú, que se cultiva por su fruto llamado lúcuma utilizado como alimento. Se utiliza para la preparación de dulces, postres y helados, especialmente en la gastronomía peruana.

## Descripción
La lúcuma es un árbol perenne de fuste recto y cilíndrico, que alcanza los quince metros. Su madera es de color claro, grano fino y resistente. La copa es densa y de forma esférica; las hojas se concentran en el ápice de las ramas tiernas, ligeramente pubescentes, de forma elíptica y con la base achatada. Tienen entre 12 y 25 centímetros de largo, textura coriácea y color verde oscuro en el envés. 
Las flores se dan solitarias o en racimos de dos o tres, axilares y de forma tubular; son pequeñas, de color amarillo o verdoso e invariablemente hermafroditas. Muestran cinco a siete sépalos vellosos, que quedan adheridos al punto de inserción del pecíolo en el fruto, que tarda casi nueve meses en madurar desde la fertilización de la flor.
El fruto es oblongo, frecuentemente con un ápice cónico redondeado, y está recubierto por una piel delicada de color verde brillante cuando inmaduro, que vira al pardo en la madurez. Alcanza unos 15 cm de largo en las variedades cultivares, y unos 200 gramos de masa. Durante la maduración está saturado de látex; una vez listo para su consumo la pulpa es de color amarillo-anaranjado, inusualmente seca y almidonosa, y muy dulce. Contiene de dos a cinco semillas ovales y achatadas, de color pardo oscuro, con un filum blanquecino a un lado.

## Etimología
Según Francisco Carranza Romero, la palabra proviene de la frase quechua lluku uma, que significa "cabeza de anciano". De acuerdo a Julio Calvo Pérez, la palabra en castellano tienen su origen en las palabras aimara lukuma y en quechua rukma utilizadas para denominar al fruto del árbol.

## Historia

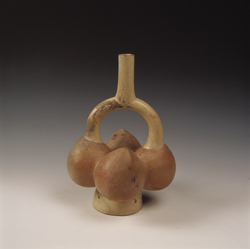
Botella mochica que representa cuatro lúcumas (colección del Museo Larco, Lima, Perú).

La lúcuma es un fruto originario de los valles andinos del Ecuador, Perú, Chile y Bolivia.

### Arqueología
Investigaciones arqueológicas sitúan su domesticación en los valles interandinos de los pueblos preincaicos, donde el consumo de su fruto y el uso de su madera están extensamente documentados en las representaciones pictóricas de los nativos amerindios. 
Las más antiguas evidencias del uso datan de semillas obtenidas del complejo II (entre 8600 a. C. a 5600 a. C.) de la cueva de Guitarrero en el Callejón de Huaylas en Ancash, Perú.
Las culturas arqueológicas en Perú moche y nazca representaron en cerámica a la lúcuma, como parte de su fascinación con los productos agrícolas.
En el sitio arqueológico de Pachacámac en Lima se encontraron tres esculturas talladas de madera hechas a partir del árbol del lúcumo.

### Etnohistoria
Los europeos conocieron la lúcuma en Manabí (Ecuador) en 1531. Pero su cultivo se extendía a los valles incas. La evidencia apunta a que el pico de su cultivo tuvo lugar en la época de la cultura mochica, alrededor del siglo I al siglo VII d. C., que empleó técnicas de irrigación y cultivo intensivo para producir cantidades sin precedente del producto. Durante la época prehispánica, la lúcuma era una de los ingredientes principales de la dieta de los aborígenes del valle, junto con el maíz, las legumbres y la guayaba, así como la quinua y kiwicha en las zonas más altas. A la llegada de los europeos, se cultivaba en la meseta andina y en el sur de Ecuador. En Bolivia se produce en las inmediaciones de La Paz, en Chile se cultiva principalmente en la Región de Coquimbo y en Costa Rica alrededor de San José, donde la introdujeron migrantes a comienzos del siglo XX.

## Taxonomía
Pouteria lucuma fue descrita por (Ruiz & Pav.) Kuntze y publicado en Revisio Generum Plantarum 3(3): 195 en 1898.
Sinonimia
- Achras lucuma Ruiz & Pav., Fl. Peruv. 3: 17 (1802).
- Richardella lucuma (Ruiz & Pav.) Aubrév., Adansonia, n.s., 1: 175 (1962).
- Lucuma bifera Molina, Sag. Stor. Nat. Chili: 187 (1782), provisional synonym.
- Lucuma turbinata Molina, Sag. Stor. Nat. Chili: 187 (1782), provisional synonym.
- Lucuma obovata Kunth in F.W.H.von Humboldt, A.J.A.Bonpland & C.S.Kunth, Nov. Gen. Sp. 3: 241 (1819).
- Lucuma obovata var. ruizii A.DC. in A.P.de Candolle, Prodr. 8: 172 (1844).
- Pouteria insignis Baehni, Candollea 9: 356 (1942).[13]

## Importancia económica y cultural

### Uso alimenticio

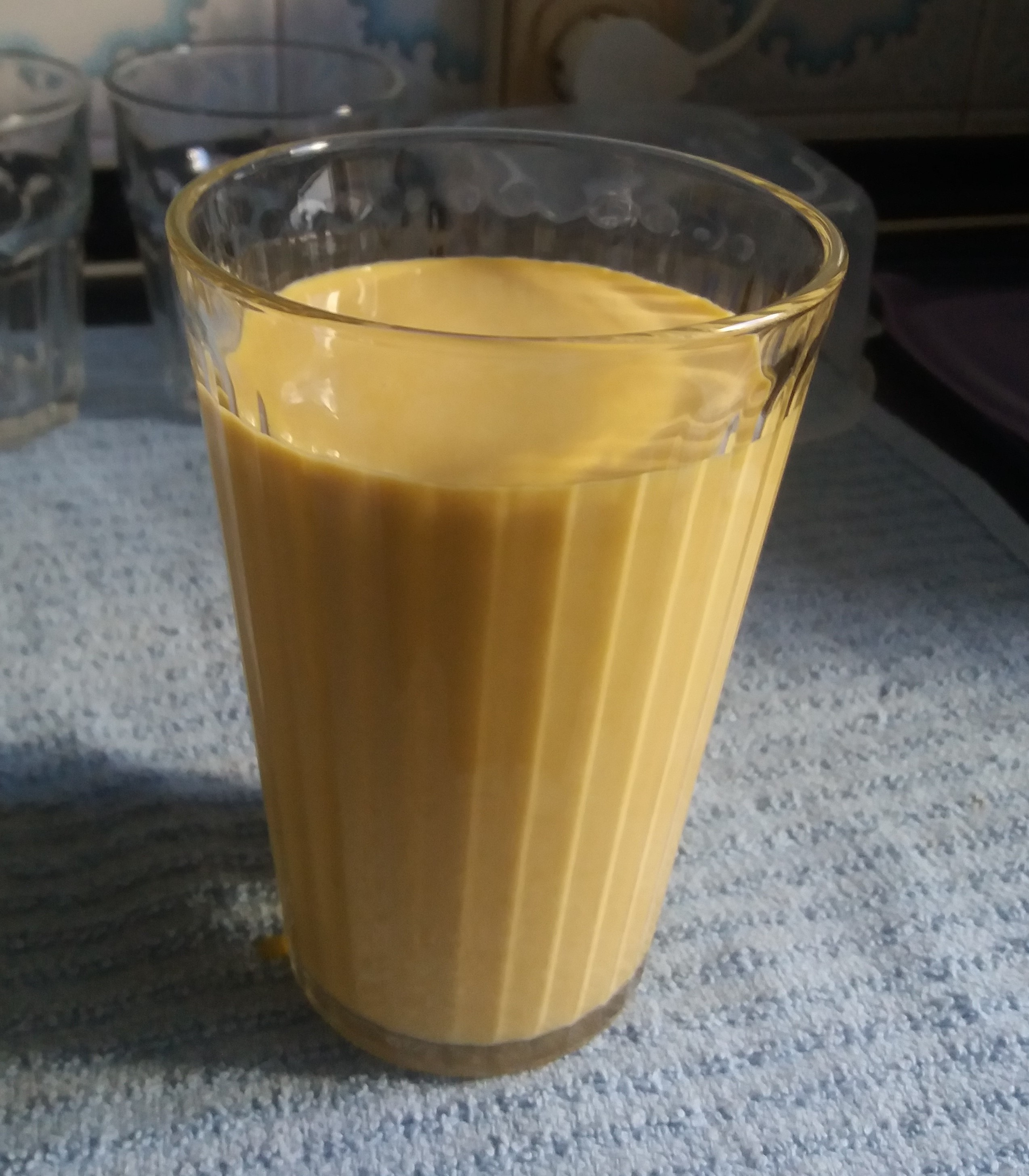
Batido de lúcuma

La lúcuma se consume ya muy madura, varios días después de su caída; debe conservarse envuelta en paja o material similar durante este período. Tiene un sabor intenso que recuerda al jarabe de arce aunque según muchos, es muy superior, y se emplea cocida en tartas, pasteles, helados, batidos, pudines y otros postres. Su consumo fresco es más raro por su peculiar retrogusto, aunque este es menos perceptible en los cultivares de mayor calidad. Su utilización en postres, helados y dulces está bastante extendido en Perú desde tiempos precolombinos, siendo considerada por los peruanos fruta nacional y producto de bandera. Las variedades más conocidas son la de palo y, la más selecta, la de seda.
Por su alto contenido en almidón, la pulpa se seca en ocasiones para su conservación; rinde una harina no perecedera, muy dulce y nutritiva, que concentra el hierro, betacaroteno y niacina contenidos en la fruta. Puede también congelarse por períodos prolongados.
La madera es liviana pero compacta, y se emplea para usos industriales y en construcción.

## Cultivo
Dos intentos de introducir su cultivo en el sur de Estados Unidos han resultado infructuosos; en México y Hawái crece, aunque no se consume en gran escala. 
El árbol prefiere temperaturas templadas, idealmente entre los 20 y los 22 °C; no es resistente a las heladas. El suelo ideal es arenoso, de buen drenaje, rico en nutrientes y de pH neutro, pero tolera bien la salinidad y la alcalinidad.
No requiere irrigación constante, y soporta bien períodos breves de sequía así como temporadas muy húmedas, pero no resiste la anegación, ni las temperaturas muy altas, condiciones a las que está mejor adaptada la especie Pouteria macrophylla, en la que se ha intentado injertarlo infructuosamente.
La calidad de la fruta varía drásticamente con las condiciones de cultivo. Produce frutos desde nivel del mar hasta los 3000 m s. n. m., pero las condiciones óptimas están alrededor de los 500. En condiciones favorables los árboles producen entre 200 y 300 frutos, a partir del cuarto o quinto año. La producción es mejor en los especímenes producidos por esquejes que por los plantados de semilla, aunque la germinación de éstas no ofrece particulares complicaciones. Los primeros trabajos en relación con la biología, propagación y utilización de la lúcuma se realizaron en el Perú a fines de la década de 1950 por el Dr. Fausto Cisneros Vera.